# توماس كريستيان ديفيد
توماس كريستيان ديفيد (بالألمانية: Thomas Christian David)‏ هو ملحن نمساوي، ولد في 22 ديسمبر 1925 في فيلز في النمسا، وتوفي في 19 يناير 2006 في فيينا في النمسا.

## وصلات خارجية
- توماس كريستيان ديفيد على موقع ميوزك برينز (الإنجليزية)